# أوليفيا ونايت
أوليفيا ونايت (بالإنجليزية: Olivia Knight)‏ هي مؤلفة وكاتِبة وشاعرة أيرلندية، ولدت في 1830، وتوفيت في 1908.